# Jacó (nome)
O nome Jacó ou Jacob deriva do latim Iacobus, que por sua vez é uma latinização do nome hebreu Ya'akov (יעקב), que significa literalmente "aquele que segura pelo calcanhar".
De fato, sabe-se que Jacó teria nascido segurando o calcanhar de seu irmão gêmeo Esaú. O mesmo termo poderia também ter o sentido de suplantar, em alusão ao prato de lentilhas que toma Jacó em lugar de Esaú, quebrando um direito de primogenitura, pelo qual o prato corresponderia a seu irmão, nascido alguns minutos antes.
Em português, o nome Jacó / Jacob tem também as seguintes versões: Iago, Tiago, Diogo e Jaime.

## Outras formas do nome Jacó em diversas línguas
| Forma    | Derivaçao                   |
| -------- | --------------------------- |
| Jacó     | do latim Iacob              |
| Jacobo   | do latim Iacobus            |
| Jaime    | do latim arcaico Iacomus    |
| Santiago | do latim Sanctus Iacobus    |
| Tiago    | extração de Sanctus Iacobus |
| Iago     | extração de Sanctus Iacobus |

Jacó é, sem dúvida, o nome ocidental que conta com mais variantes com relação à sua origem. Na maioria das línguas européias existem mais de três variantes.
- português : Jacó, Jacob, Jaime, Diogo, Thiago, Iago e Tiago.
- alemão : Jakob.
- árabe : Ya'qub (يعقوب)
- armênio : Hagop (Հակոբ)
- castelhano : Jacobo, Jaime, Diego e Yago e, por contração, Santiago.
- catalão : Jacob e Jaume.
- finlandês :  Jaakob, Jaakoppi e Jaakko
- francês : Jacques e Jacqueline (feminino), também Jacob.
- galego : Xacobe e Xacobo, e também as versões Iago, Diego e Xaime.
- grego : Iákovos (Ιάκωβος).
- inglês : Jacob, Jack, Jake, James, Jim, Jimmy, Jay (diminutivo), entre outros.
- irlandês : Séamas e Seamus (anglicismo).
- italiano : Giacobbe, Giacomo e Jacopo (arcaico).
- latim : Iacobus e Jacomus.
- neerlandês (holandês) : Jacobus e Jaap (diminutivo).
- polaco : Jakub e Kuba (diminutivo).
- romeno : Iacob.
- russo : Yakov (Яков).